# قوة الأطفال

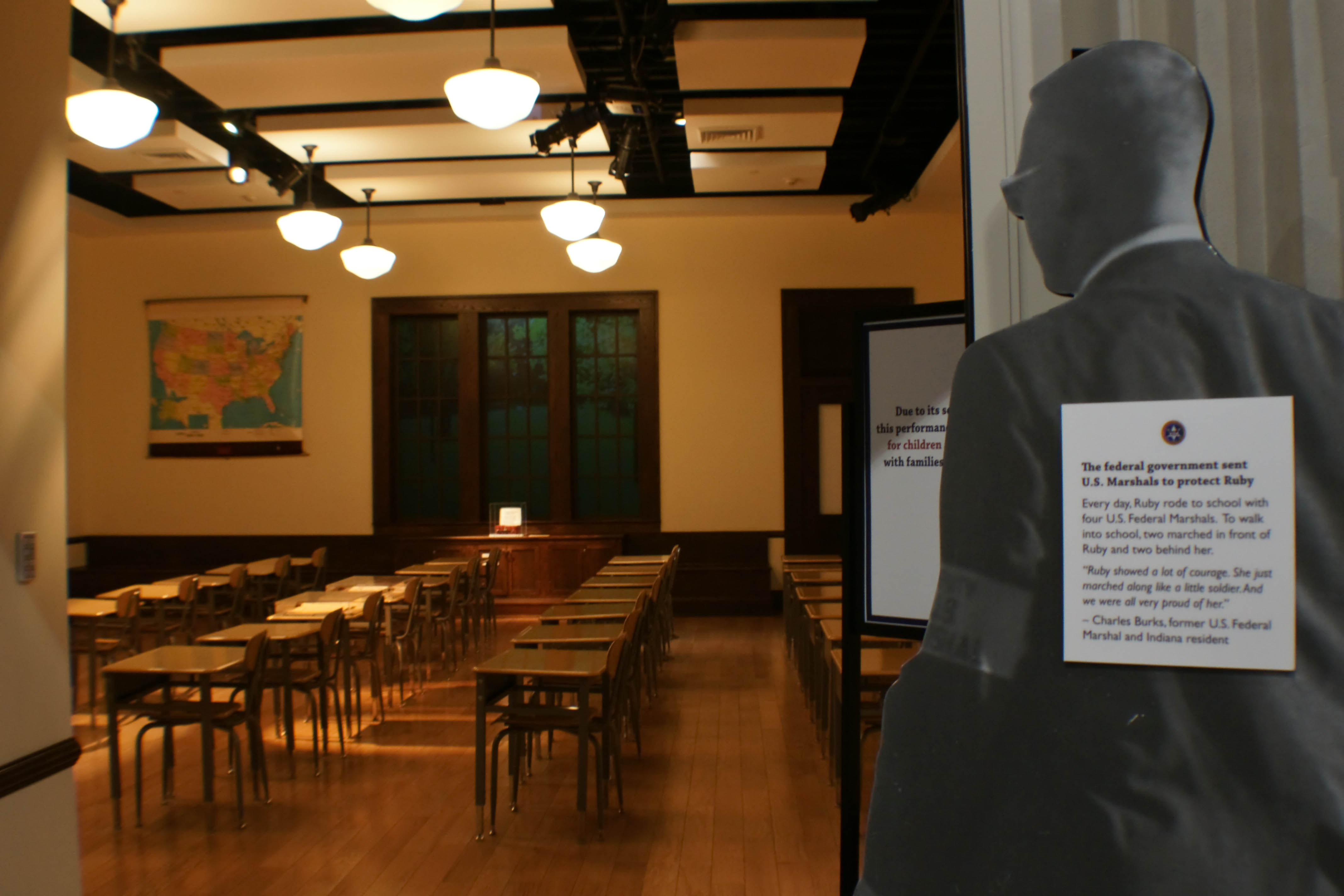
قوة الأطفال، 2012

يُعرف قوة الأطفال: إحداث فرق عبارة عن معرض دائم يُقام في متحف الأطفال في إنديانابوليس؛ ويهدف إلى التركيز على قصة حياة ثلاثة أطفال عانوا مشقة تحمل التحامل الممارس ضدهم وهم - آن فرانك، وروبي بريدجز، وريان وايت. ويرافق هذا المعرض الحفل السنوي لتوزيع جوائز قوة الأطفال الموجهة للأطفال في المراحل الدراسية من الصف السادس وحتى الحادي عشر الذين كانت لهم إسهامات كبيرة في مجال تطوير المجتمع المحلي. وقد حاز هذا المعرض على إشادة كبيرة من بين المتخصصين في علم المتاحف  وحصل على «جائزة الاستحقاق» من الرابطة الأمريكية للتاريخ الحكومي والمحلي لعام 2009.

## المعرض
بإنشائه عام 2007، واستهدافه للأطفال الذين تتراوح أعمارهم من 10 إلى 14 عامًا، يعد هذا المعرض «ملاذًا آمنًا للعائلات والأطفال لبحث القضايا المتعلقة بالتعصب والخوف والتحامل، فضلًا عن القضايا التاريخية ذات الصلة التي طرأت على حياة ثلاثة أطفال آن فرانك، روبي بريدجز، وريان وايت.» وعلى التوالي، أتاحت دراسات الحالة هذه للأطفال فرصة معرفة المزيد عن الهولوكست، ومتلازمة العوز المناعي المكتسب، والعزل العنصري الذي كان ظاهرًا في التجارب التي مر بها هؤلاء الأطفال الثلاثة. كذلك، أتاح استخدام الأعمال الفنية وتصميم المعرض الشامل (بما في ذلك، من بين الأشياء الأخرى التي تم عرضها بغرض الترفيه غرفة نوم ريان) للأطفال فرصة تخيل أنفسهم في نفس الموقف الذي واجهه كل من الأطفال الثلاثة المعروفين. «[إن] قصص الأطفال العاديين التي تملأ التاريخ قد تكون مصدر إلهام للشباب اليوم وحافزًا يدفعهم نحو مكافحة التحامل والتمييز الممارس ضدهم والسعي نحو إحداث فرق إيجابي في العالم».
ويستخدم المعرض تقنية مسرح المتحف المتمثلة في الترجمة بصيغة المتكلم لعرض التجربة بطريقة تفاعلية. ومن خلال توفير قسم من مساحة المعرض ودعوة الجماهير للانخراط بأنفسهم في مكان وزمان القصة (في حالة روبي بريدجز على سبيل المثال - من خلال الجلوس في فصل مدرسي مماثل لفصلها)، يقوم الممثل البالغ بعرض أداء يستغرق من 10 إلى 15 دقيقة معتمدًا مشاركات الحاضرين وبعض التفاعل. وقد حازت جودة التنفيذ والفعالية التعليمية لهذا الجزء من المعرض على إشادة خاصة من المنظرين بالمتحف حيث إنه يعمل على«...دمج التجارب المسرحية الحية في المساحات المخصصة للمعرض، مما يسهم في الربط بين الزوار وبين المواد والقصص الهامة بشكل طبيعي أكثر».
في عام 2012، قدم إلتون جون حفلًا موسيقيًا خيريًا بولاية إنديانابوليس لدعم المعرض. كذلك، أنشأت مؤسسة إلتون جون لمرض متلازمة العوز المناعي المكتسب تكريمًا للطفل ريان وايت.

## الجوائز
حيث إنها جاءت قبل تطور المعرض الدائم، يتم سنويًا منح جوائز قوة الأطفال لأربعة إلى ستة أطفال، ويتم تسليمهم الجوائز في حفل عشاء يحضره كبار الشخصيات المحلية، والوصفاء وعائلات الفائزين والمشرفين التنفيذيين على المتحف. فتهدف تلك الجوائز إلى الاعتراف بدور الشباب الاندياني؛ والذين كانت لهم تأثيرات كبيرة على حياة الأشخاص الآخرين، أولئك الشباب الذين ضربوا أروع الأمثلة في نكران الذات وتعهدوا بتوفير الخدمات وتحسين مستوى المجتمع". وتضم كل جائزة من الجوائز: منحة قدرها 2000 دولار لمواصلة المشروع؛ منحة سنوية لمدة أربع سنوات للدراسة إما في جامعة إنديانابوليس أو جامعة إنديانا بوردو إنديانا بوليس؛ شريط فيديو قصير يتم عرضه على محطة تليفزيونية محلية WISH-TV؛ ولوحة عرض تتواجد داخل معرض قوة الأطفال.

### مستلمو الجوائز
- 2011: إليزابيث نيميك، ناثانيل مونتجيمري أوزبورن السادس، جيل أوسترهيس، كريستال شيريل.
- 2010: أشلي سلايتون، جوردين بيفير، جاريد براون، كايلين فانتا، بنيامين غورملي، كلير هلمان.
- 2009: كايلي شيريل، يعقوب بالدوين، دايل بيدزنسكي، كارا أوستن، أمبير كريس، أوليفيا راسك.
- 2008: كايل غوف، أماندا وجرانت مونسارد، أليسون مانسفيلد.
- 2007: ويستون لوزادير، كيغان مكارثي، إيفاني أوفنباكر، بريتاني أوليفر، براندون تايلور
- 2006: شيلبي ميتشل، سارة بوسنج، رايلي كاري، مات شيلا.
- 2005: نيكيا فيتزباتريك، دانيال كينت، آشلي هامر، أبراكساس سيغوندو.

## وصلات خارجية
- Exhibit website
- Awards website